# Émile Le Puillon de Boblaye
Émile Le Puillon de Boblaye est un militaire, géographe et géologue français né le 16 novembre 1792 à Pontivy et mort à Paris en 4 décembre 1843.

## Biographie
Il fait ses études à Pontivy puis à Rouen. Il intègre l'École polytechnique à partir de 1811 et entre en 1813 dans le corps des ingénieurs géographes militaires, où il se spécialise en géodésie et astronomie. Il participe, six mois après son intégration, à la défense de la barrière du Trône à Vincennes au moment où l'Europe coalisée est sous les murs de Paris dans le bataillon de l'école polytechnique.
Il participe à l'exécution d'une grande carte topographique de la France ayant la charge de la partie géodésique avec la mesure de la perpendiculaire de Brest à Strasbourg.
Il étudie la géologie de la Bretagne et publie en 1827 un Essai sur la configuration géologique de la Bretagne, ouvrage qui reste toujours une référence dans ce domaine. L'un des résultats dû à ses explorations est la découverte, dans la forêt de Lorge, d'un minerai de fer particulier, connu sous le nom de chamoisite qui fait le bonheur de l'industrie des forges de Bretagne. Il publie ensuite, en 1827, dans les annales des sciences naturelles un « Mémoire sur la formation jurassique dans le nord de la France ». 
Il participe à l'expédition de Morée pendant 16 mois et rédige avec M. Virlet la partie géologique du grand ouvrage. Il dresse une carte très précise du Péloponnèse entre 1829 et 1833.
Il participe à l'expédition scientifique en Algérie à partir de 1838. Il réalise la carte géologique de la Bretagne qui servit de référence à toutes les éditions suivantes. Il est élu député du Morbihan en 1842.

## Œuvres
- Essai sur le configuration géologique de la Bretagne, 1827
- Mémoire sur la formation jurassique dans le nord de la France, 1827

## Sources
- « Émile Le Puillon de Boblaye », dans Adolphe Robert et Gaston Cougny, Dictionnaire des parlementaires français, Edgar Bourloton, 1889-1891 [détail de l’édition]